# Carrer del Cometa
El Carrer del Cometa de Barcelona rep el seu nom perquè, segons els veïns, fa referència a un joc que, des de molt antic, es jugava diumenge a la tarda en aquest carrer i que s'anomenava el joc de la cometa.

## Història
El 1736 s'anomenava carrer de la Cometa i quatre més tard de la Palma. Joan Amades, al seu llibre Naips o cartes de jugar i en al·lusió d'aquest carrer barceloní, diu: (...) El joc preferit era el Cometa i en aquest joc van excel·lir tant els veïns d'un carrer que la gent va anomenar-lo carrer del Cometa. De totes maneres, hi ha qui diu que el nom del carrer és en record del pas del cometa de Halley, un esdeveniment aterridor i ple de mals auguris per als habitants d'aquella època.

## Naipers
Un dels oficis més importants dels habitants d'aquest carrer era el de naiper, els que feien estampes i impressions litúrgiques per procediments mecànics, activitat que data des de l'any 1301. Aquest és un dels llocs més precoços de tota la península Ibèrica en exercir aquesta activitat.

## Número 4, Casa Natal d'Enric Morera

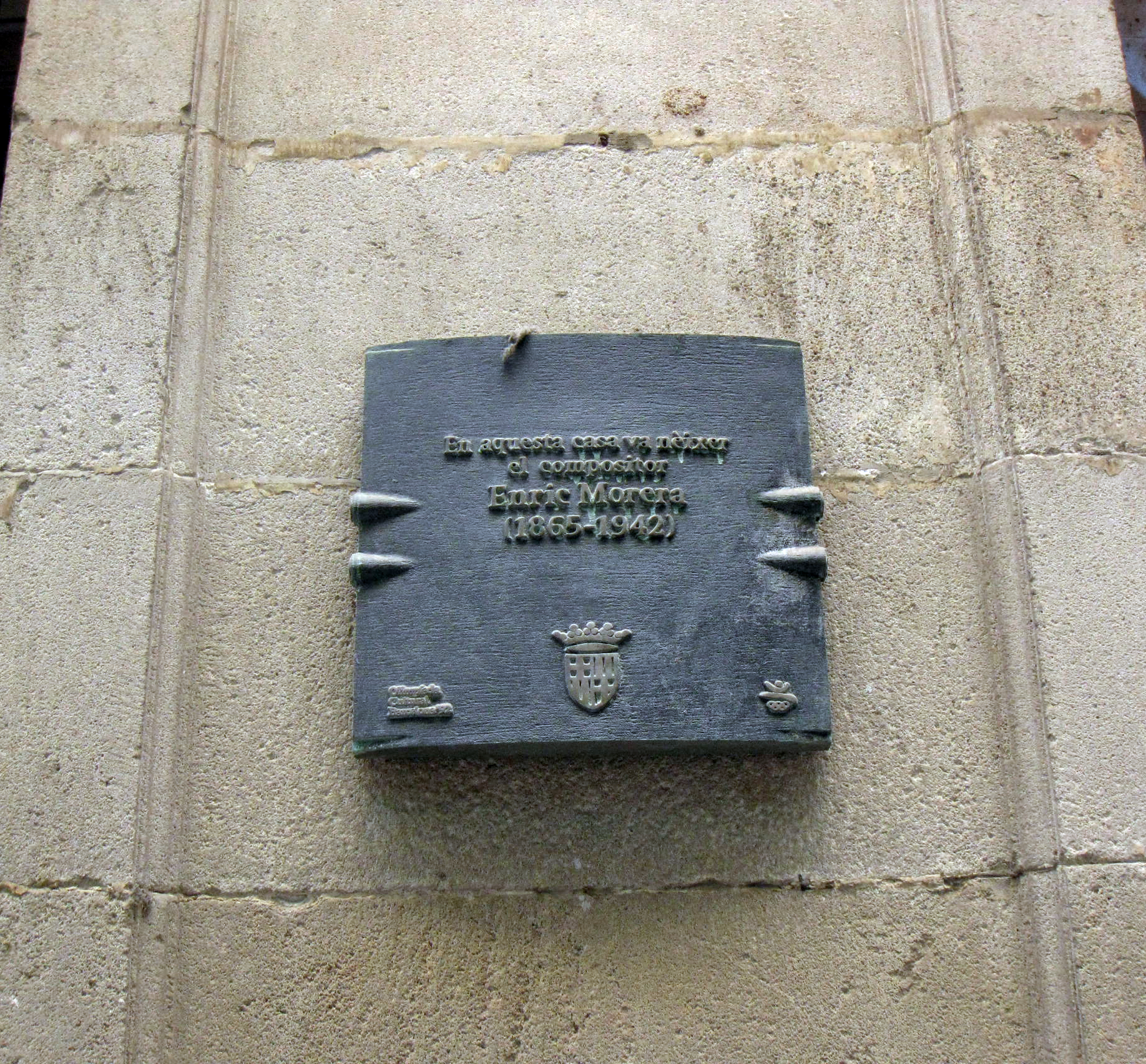
Placa a la casa natal d'Enric Morera

En aquest edifici (tal com es llegeix a la placa de bronze que veiem a la paret) hi va néixer el músic Enric Morera, que de ben jove va haver d'emigrar a Buenos Aires i no en va tornar fins al cap de vint anys:
| « | En aquesta casa va néixer el compositor Enric Morera (1865-1942) Olimpíada Cultural Barcelona '92 | » |